# 블러드 문 (필리핀 드라마)
《블러드 문》(스페인어: La Luna Sangre 라 루나 상그레[*])는 2017년 방영된 필리핀의 드라마이다. 2017년 필리핀 공포 판타지 드라마 TV 시리즈이다. 리차드 아렐라노, 로리 퀸토스, 메이 크루즈-알비아가 감독하고 캐서린 베르나르도, 다니엘 파디야, 리처드 구티에레즈, 엔젤 록신이 출연한다. 로보 삼부작의 세 번째이자 마지막 작품이자 이모르탈의 속편이다. 이 시리즈는 2017년 6월 19일부터 2018년 3월 2일까지 ABS-CBN의 프라임타임 비다(Primetime Bida) 저녁 블록과 더 필리피노 채널에서 전 세계적으로 초연되어 마이 디어 하트를 대체했으며 해당 시간 슬롯에서는 바가니로 대체되었다.

## 같이 보기
- ABS-CBN의 텔레비전 드라마 목록